# 黄世纶
黄世纶（1892年—1967年），男，直隶大兴人，中国测绘学家，高级工程师，曾任北京市测绘学会副理事长。